# Afif Hossain
Afif Hossain Dhrubo (* 22. September 1999 in Khulna, Bangladesch) ist ein bangladeschischer Cricketspieler, der seit 2018 für die bangladeschische Nationalmannschaft spielt.

## Kindheit und Ausbildung
Hossain besuchte das BKSP, das wichtigste bangladeschische Sportinstitut.
Er war Teil des bangladeschischen Teams bei der ICC U19-Cricket-Weltmeisterschaft 2018.

## Aktive Karriere
Erstmals Aufmerksamkeit erregte er, als er bei seinem Debüt in der Bangladesh Premier League 2016/17 (Cricket) für die Rajshahi Kings spielend fünf Wickets (5/21) erzielte und er damit der jüngste Spieler im Twenty20-Cicket war, dem dieses gelang. Hossain gab sein Debüt in der Nationalmannschaft in der Twenty20-Serie der Tour gegen Sri Lanka im Februar 2018. Danach wurde er vorwiegend im A-Team Bangladeschs eingesetzt, konnte dort jedoch nicht überzeugen. Da er auch im nationalen Cricket nicht an die erwarteten Leistungen anknüpfen konnte, wurde er gar von den Selektoren als Enttäuschung bezeichnet. Es dauerte bis zum September 2019, bis er bei einem heimischen Drei-Nationen-Turnier seinen nächsten Einsatz erhielt. Dort konnte er gegen Simbabwe mit 52 Runs sein erstes Fifty erzielen und wurde dafür als Spieler des Spiels ausgezeichnet. Im März 2020 gab er bei der Tour gegen Simbabwe sein Debüt im ODI-Cricket. Ab 2021 wurde er mehr und mehr fester Bestandteil des Nationalteams in den kurzen Formaten. So war er Teil des Teams beim ICC Men’s T20 World Cup 2021 und erzielte dort als beste Leistung gegen Papua-Neuguinea 21 Runs. Im Februar 2022 gelang ihm gegen Afghanistan sein erstes ODI-Fifty, als er 93* Runs erzielte. Bei der folgenden Tour in Südafrika gelang ihm ein weiteres (72 Runs). Im Sommer 2022 erreichte er in der Twenty20-Serie in den West Indies 50 Runs. Im August reiste er mit dem Team nach Simbabwe und erzielte dort im dritten ODI ein Half-Century über 85* Runs, wofür er als Spieler des Spiels ausgezeichnet wurde. In den Vereinigten Arabischen Emiraten gelangen ihm im September im ersten Twenty20 77* Runs, wofür er ebenfalls ausgezeichnet wurde. Daraufhin wurde er für den ICC Men’s T20 World Cup 2022 nominiert, wobei er als beste Leistung 38 Runs gegen die Niederlande erzielte. Nach dem Turnier wurde er aus dem Kader gestrichen. Im Sommer kam er wieder zurück in die Mannschaft und erzielte gegen Malaysia bei den Asienspielen drei Wickets (3/11). Er wurde daraufhin nicht für den Cricket World Cup 2023 nominiert und hatte auch weiterhin es schwer sich im Team zu halten.